# Givotia moluccana
Givotia moluccana là một loài thực vật có hoa trong họ Đại kích. Loài này được (L.) Sreem. mô tả khoa học đầu tiên năm 1975.

## Hình ảnh

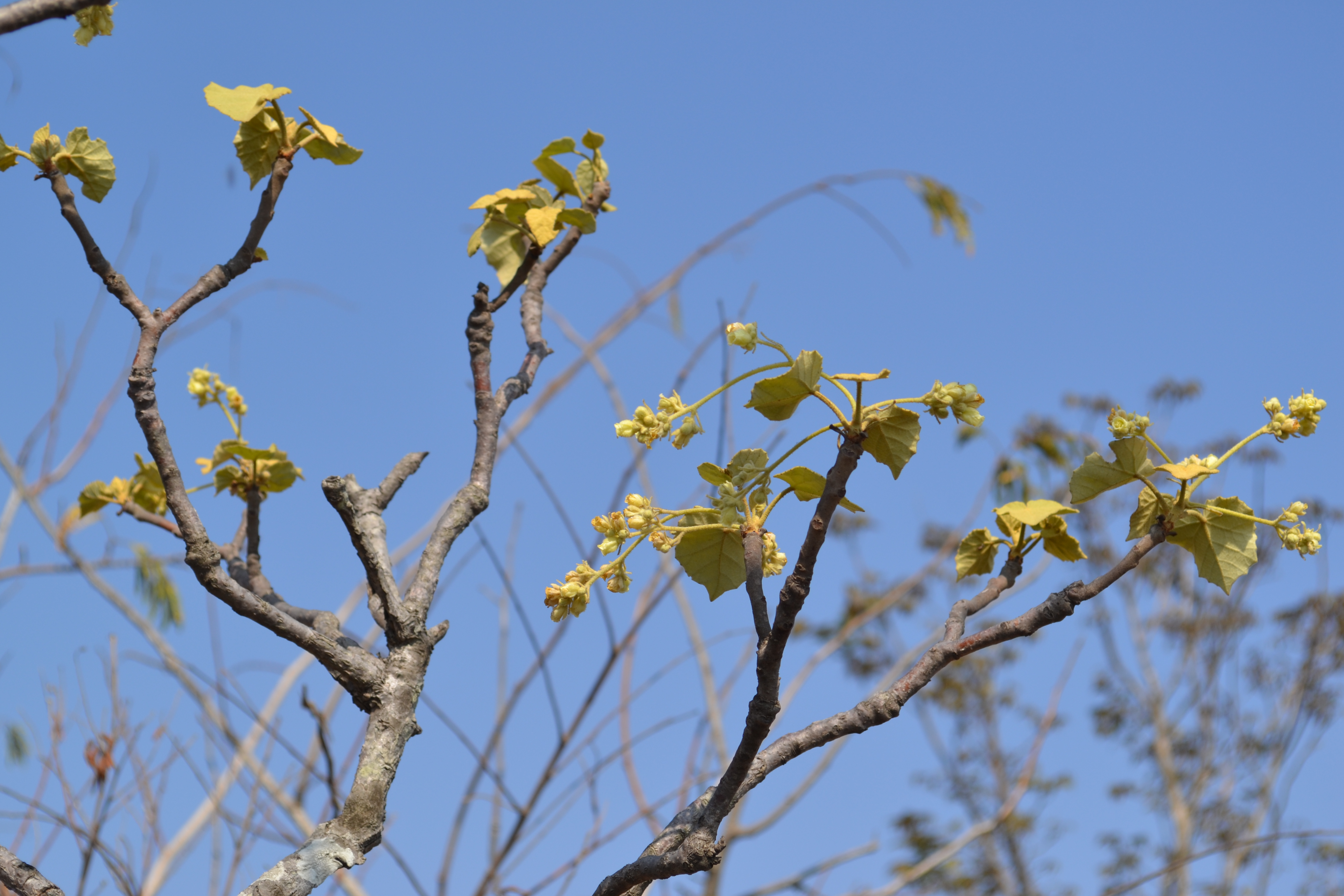
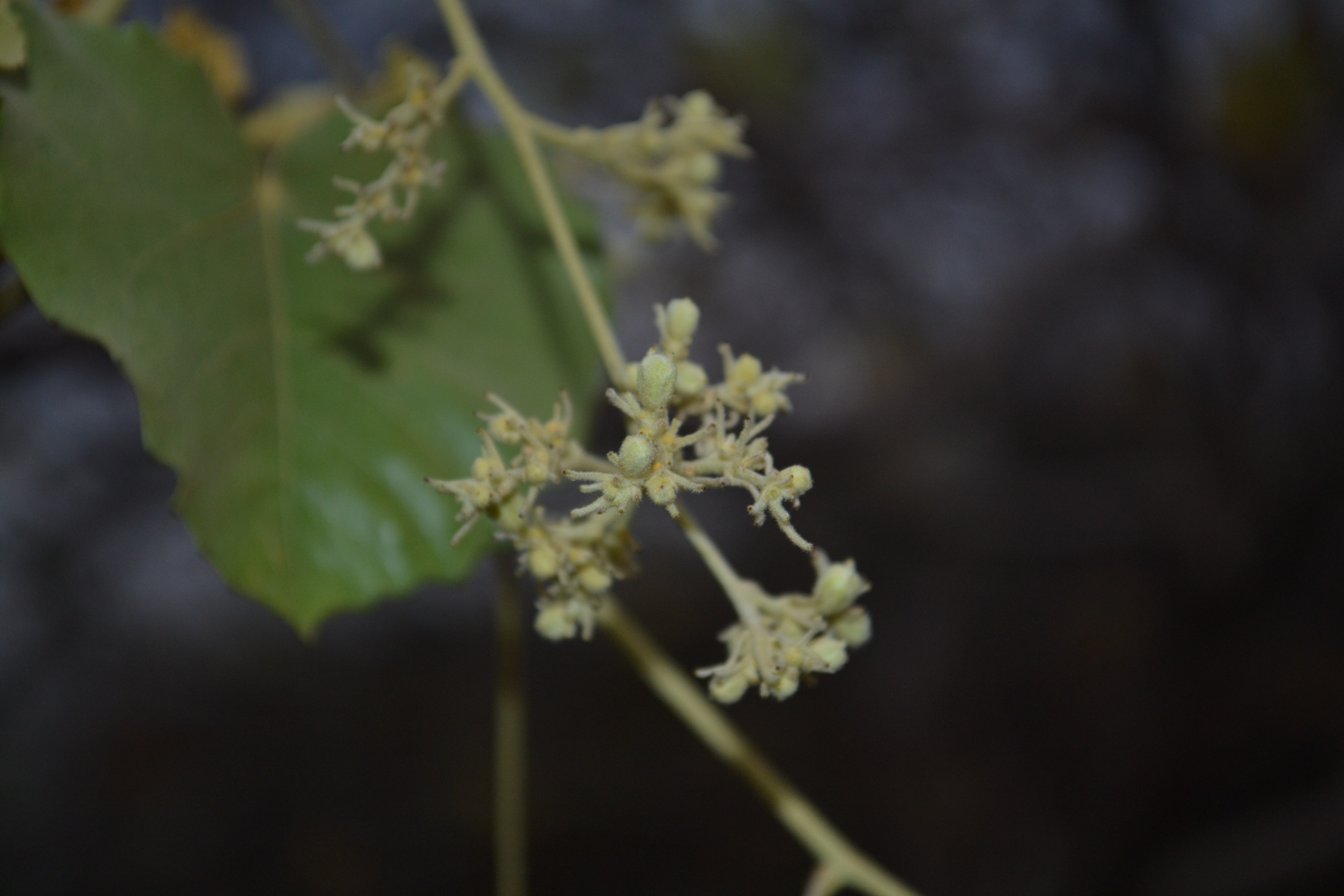